# الرحمن (أسماء الله الحسنى)
ٱلرَّحمٰن من أسماء الله الحسنى المتعلقة به وحده لا شريك له، فكل خير للعباد ينسب له ولرحمته والاعتقاد أن ما نزل من رحمته فهو قدر وجزء بسيط من ما سخرها الله لعباده في الجنة وما أنزله من رحمة فهو رحمة لجميع الخلائق من الجن والإنس ومن خلقه الذين نعلمهم ولا نعلمهم من حيوانات وغيرها.
الرحمن معناه الكثرة، يعني اسم الله الرحمن يشمل كل الخلائق من دون استثناء، فرحمته وسعت كل شيء، وهو أرحم الراحمين

## وروده في القرآن
ورد هذا الاسم في سبعة وخمسين موضعًا من القرآن، اقترن في ستة منها باسم الرحيم، ولم يقترن بغيره في بقية المواضع، قال:﴿هُوَ اللَّهُ الَّذِي لَا إِلَهَ إِلَّا هُوَ عَالِمُ الْغَيْبِ وَالشَّهَادَةِ هُوَ الرَّحْمَنُ الرَّحِيمُ ۝٢٢﴾ سورة الحشر:22،وقال:﴿تَنْزِيلٌ مِنَ الرَّحْمَنِ الرَّحِيمِ ۝٢﴾ سورة فصلت:2.

### البسملة
ورد في البسملة ثلاث أسماء لله هي: الله، الرحمن، الرحيم، وهي تُقرَأ في بداية كل سورة ماعدا سورة التوبة .

### سورة الرحمن
وردت سورة في القرآن باسم الله الرحمن، وهي من السور التي سُميت باسم من أسماء الله الحسنى، وورد اسم الرحمن مرة واحدة في السورة في الآية الأولى : ﴿الرَّحْمَنُ ۝١﴾ سورة الرحمن:1.

## ورده في السنة
عن ابن مسعود عن النبي ﷺ قال :«الْخَيْلُ ثَلَاثَةٌ فَفَرَسٌ لِلرَّحْمَنِ وَفَرَسٌ لِلْإِنْسَانِ وَفَرَسٌ لِلشَّيْطَانِ، فَأَمَّا فَرَسُ الرَّحْمَنِ فَالَّذِي يُرْبَطُ فِي سَبِيلِ اللَّهِ فَعَلَفُهُ وَرَوْثُهُ وَبَوْلُهُ وَذَكَرَ مَا شَاءَ اللَّهُ، وَأَمَّا فَرَسُ الشَّيْطَانِ فَالَّذِي يُقَامَرُ أَوْ يُرَاهَنُ عَلَيْهِ، وَأَمَّا فَرَسُ الْإِنْسَانِ فَالْفَرَسُ يَرْتَبِطُهَا الْإِنْسَانُ يَلْتَمِسُ بَطْنَهَا فَهِيَ تَسْتُرُ أي أودعت فيه النطفة في بطنه، أي لقح» »

## إنكار المشركين لاسم الله الرحمن

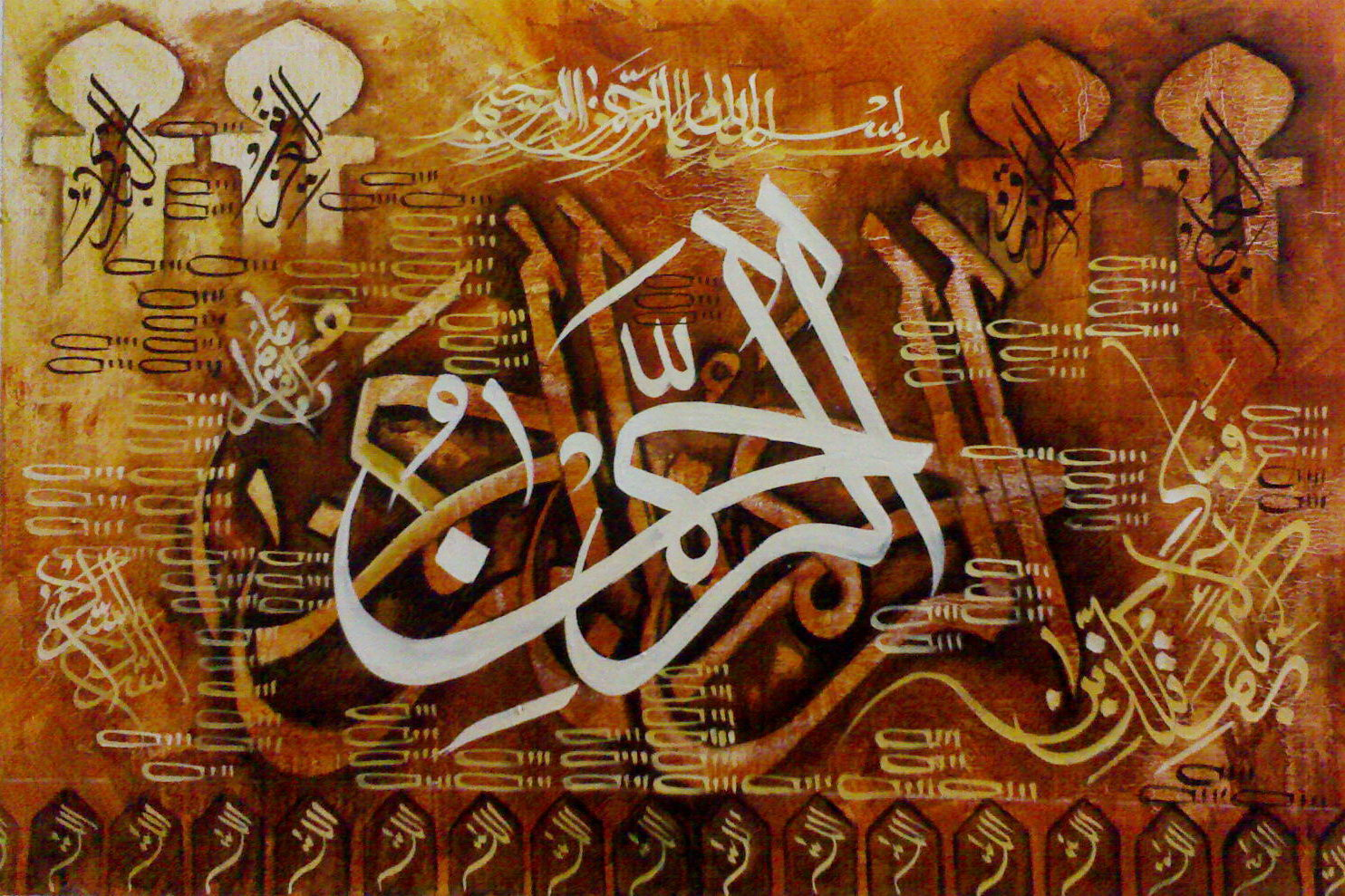
رسم لاسم الله الرحمن

- ذكر القرآن إنكار المشركين لاسم الله الرحمن فقال تعالي : ﴿وَإِذَا قِيلَ لَهُمُ اسْجُدُوا لِلرَّحْمَنِ قَالُوا وَمَا الرَّحْمَنُ أَنَسْجُدُ لِمَا تَأْمُرُنَا وَزَادَهُمْ نُفُورًا ۝٦٠﴾ سورة الفرقان:60 ، وقال تعالي : ﴿كَذَلِكَ أَرْسَلْنَاكَ فِي أُمَّةٍ قَدْ خَلَتْ مِنْ قَبْلِهَا أُمَمٌ لِتَتْلُوَ عَلَيْهِمُ الَّذِي أَوْحَيْنَا إِلَيْكَ وَهُمْ يَكْفُرُونَ بِالرَّحْمَنِ قُلْ هُوَ رَبِّي لَا إِلَهَ إِلَّا هُوَ عَلَيْهِ تَوَكَّلْتُ وَإِلَيْهِ مَتَابِ ۝٣٠﴾ سورة الرعد:30.
- كما أنكر سهيل بن عمرو اسم الله الرحمن في صلح الحديبية :«فلما دعا رسول الله ﷺ عليًّا  ليَكتب الكتاب، فأملى عليه: بسم الله الرحمن الرحيم فقال سهيل: أما الرحمن فوالله لا ندري ما هو؟ ولكن اكتب: باسمك اللَّهم، فأمر النبي ﷺ بذلك؛ [4]»
- قال السعدي : «﴿قَالُوا﴾ جحدًا وكفرًا ﴿وَمَا الرَّحْمَنُ﴾ بزعمهم الفاسد أنهم لا يعرفون الرحمن، وجعلوا من جملة قوادحهم في الرسول أن قالوا: ينهانا عن اتخاذ آلهة مع الله وهو يدعو معه إلهًا آخر يقول: "يا رحمن"؛ [5]»
- يقول العلامة ابن عاشور : «فكانوا يقولون: انظروا إلى هذا الصابئ ينهانا أن ندعو إلهين وهو يدعو الله ويدعو الرحمن، وفي ذلك نزل قوله تعالى: ﴿قُلِ ادْعُوا اللَّهَ أَوِ ادْعُوا الرَّحْمَنَ أَيًّا مَا تَدْعُوا فَلَهُ الْأَسْمَاءُ الْحُسْنَى وَلَا تَجْهَرْ بِصَلَاتِكَ وَلَا تُخَافِتْ بِهَا وَابْتَغِ بَيْنَ ذَلِكَ سَبِيلًا ۝١١٠﴾ سورة الإسراء:110[6].»

## من خصائص اسم الله الرحمن

### الرحمن اسم خاص بالله
الرحمن خاص به، لم يسم به غيره، كما قال تعالى: ﴿قُلِ ادْعُوا اللَّهَ أَوِ ادْعُوا الرَّحْمَنَ أَيًّا مَا تَدْعُوا فَلَهُ الْأَسْمَاءُ الْحُسْنَى وَلَا تَجْهَرْ بِصَلَاتِكَ وَلَا تُخَافِتْ بِهَا وَابْتَغِ بَيْنَ ذَلِكَ سَبِيلًا ۝١١٠﴾ سورة الإسراء:110.

### الرحمن يشمل المؤمن والكافر
قال أبو علي الفارسي «الرحمن اسم عام في جميع أنواع الرحمة، يختص به الله تعالى، والرحيم إنما هو من جهة المؤمنين، قال تعالى: وَكَانَ بِالْمُؤْمِنِينَ رَحِيماً. إلى أن قال : فدل على أن الرحمن أشد مبالغة في الرحمة ، لعمومها في الدارين لجميع خلقه ، والرحيم خاص بالمؤمنين ، لكن جاء في الدعاء المأثور : رحمن الدنيا والآخرة ورحيمهما» ، فإنه يرزق المؤمن والكافر وينعم عليهم ويذكرهم بنعمه مثل نعمة الليل والنهار فقال تعالى :﴿وَمِنْ رَحْمَتِهِ جَعَلَ لَكُمُ اللَّيْلَ وَالنَّهَارَ لِتَسْكُنُوا فِيهِ وَلِتَبْتَغُوا مِنْ فَضْلِهِ وَلَعَلَّكُمْ تَشْكُرُونَ ۝٧٣﴾ [القصص:73] ، ونعمة المطر فقال تعالي :﴿وَهُوَ الَّذِي أَرْسَلَ الرِّيَاحَ بُشْرًا بَيْنَ يَدَيْ رَحْمَتِهِ وَأَنْزَلْنَا مِنَ السَّمَاءِ مَاءً طَهُورًا ۝٤٨﴾ [الفرقان:48] .»

### الرحمة تسبق الغضب
أن رحمة الله تسبق غضبه، وإمهاله للعاصين والكافرين تسبق عقوبته، فعَنِ النَّبِيِّ ﷺ أَنَّهُ قَالَ : «لَمَّا خَلَقَ اللَّهُ الْخَلْقَ كَتَبَ فِي كِتَابِ كَتَبَهُ وَهُوَ مَوْضُوعٌ تَحْتَ الْعَرْشِ : " إِنَّ رَحْمَتِي سَبَقَتْ غَضَبِي " .»

## الأقوال في معناه
- قَالَ سَعِيد بْن جُبَيْر وَعَامِر الشَّعْبِيّ : «" الرَّحْمَن " فَاتِحَة ثَلَاث سُوَر إِذَا جُمِعْنَ كُنَّ اِسْمًا مِنْ أَسْمَاء اللَّه تَعَالَى " الر " و " حم " و " ن " فَيَكُون مَجْمُوع هَذِهِ " الرَّحْمَن "» .[10]
- قال عبد الرحمن بن ناصر السعدي : «الرحمن، الرحيم، والبر، الكريم، الجواد، الرؤوف، الوهّاب – هذه الأسماء تتقارب معانيها، وتدل كلها على اتصاف الرب، بالرحمة، والبر، والجود، والكرم، وعلى سعة رحمته ومواهبه التي عمّ بها جميع الوجود بحسب ما تقتضيه حكمته. وخص المؤمنين منها، بالنصيب الأوفر، والحظ الأكمل، ذكر القرآن: ﴿وَاكْتُبْ لَنَا فِي هَذِهِ الدُّنْيَا حَسَنَةً وَفِي الْآخِرَةِ إِنَّا هُدْنَا إِلَيْكَ قَالَ عَذَابِي أُصِيبُ بِهِ مَنْ أَشَاءُ وَرَحْمَتِي وَسِعَتْ كُلَّ شَيْءٍ فَسَأَكْتُبُهَا لِلَّذِينَ يَتَّقُونَ وَيُؤْتُونَ الزَّكَاةَ وَالَّذِينَ هُمْ بِآيَاتِنَا يُؤْمِنُونَ ۝١٥٦﴾ سورة الأعراف:156، والنعم والإحسان، كله من آثار رحمته، وجوده، وكرمه. وخيرات الدنيا والآخرة، كلها من آثار رحمته.»

### الفرق بين الرحمن والرحيم
- لا يُسمى الإنسان باسم الرحمن أما يوجد إنسان اسمه رحيم[11]، فالرحيم قد يكون لله ولغير الله، قد تقول الله عز وجل رحيم، وفلان عليم: ﴿وَكَانَ بِالْمُؤْمِنِينَ رَحِيمًا﴾ سورة الأحزاب:43

لذلك قال ابن عباس: «هما اسمان رقيقان أحدهما أرق من الآخر»، قال أبو علي الفارسي «الرحمن اسم عام في جميع أنواع الرحمة، يختص به الله تعالى، والرحيم إنما هو من جهة المؤمنين، قال تعالى: ﴿وَكَانَ بِالْمُؤْمِنِينَ رَحِيماً﴾ سورة الأحزاب:43. إلى أن قال : فدل على أن الرحمن أشد مبالغة في الرحمة ، لعمومها في الدارين لجميع خلقه ، والرحيم خاص بالمؤمنين .»
- الرحيم دلّ على صفة الرحمة الخاصة التي ينالها المؤمنون فقط، لكن الرحمن يشمل المؤمن والكافر .